# FreeSBIE
FreeSBIE는 설치 과정이나 하드 디스크 없이 부팅 가능한 CD로부터 직접 적재가 가능한 라이브 CD 운영 체제이다. FreeBSD 운영 체제에 기반을 둔다. 원반 장난감 프리스비(frisbee)에서 이름을 땄다. 현재 FreeSBIE는 Xfce와 플럭스박스를 사용한다.
FreeSBIE 1.0은 FreeBSD 5.2.1에 기반을 두었으며 2004년 2월 27일 출시되었다. 최초 버전의 FreeSBIE 2는 구글 서머 오브 코드 덕분에 2005년 여름에 개발되었다. FreeSBIE 2.0.1은 완전히 재작성된 툴킷으로 FreeBSD 6.2 기반이며 2007년 2월 10일 출시되었다. 디스트로워치에 따르면 FreeSBIE 프로젝트의 개발은 중단되어 있다.